# Градуированный потенциал
Градуированный потенциал — локальная деполяризация или гиперполяризация мембраны нейрона, чаще всего вблизи дендритов и перикариона, реже — окончаний аксонов. Основные факторы, отличающие градуированный потенциал от потенциала действия, заключаются в том, что в случае градуированного потенциала амплитуда увеличивается прямо пропорционально силе стимула, потенциалы суммируются, и потенциал ослабевает с пройденным расстоянием. Эти события не происходят в потенциале действия.

## Общая информация
Градуированные потенциалы включают в себя разнообразные потенциалы, такие как рецепторные потенциалы, электротонические потенциалы, подпороговые колебания мембранного потенциала, медленноволновой потенциал, потенциалы водителя ритма и синаптические потенциалы.
Величина градуированного потенциала определяется силой стимула. Они возникают в результате суммирования отдельных действий белков лиганд-зависимых ионных каналов и уменьшаются со временем и в пространстве. Обычно они не связаны с потенциалзависимыми натриевыми и калиевыми каналами, а могут быть созданы нейротрансмиттерами, которые высвобождаются в синапсах, активирующими лиганд-зависимые ионные каналы. Они возникают в постсинаптическом дендрите в ответ на пресинаптическое возбуждение нейронов и высвобождение нейротрансмиттера или могут возникать в скелетных, гладких или сердечных мышцах в ответ на нервный сигнал. Эти импульсы нарастающие и могут быть возбуждающими или тормозящими.

## Лиганд-зависимые ионные каналы
Градуированные потенциалы обычно вырабатываются в дендритах нейрона, где отсутствуют потенциалзависимые каналы. Они представляют собой локализованные изменения мембранного потенциала в ответ на стимулы, такие как связывание нейротрансмиттеров с рецептором. Это связывание вызывает изменение конформации, которое активирует рецептор для взаимодействия с белками. Эта реакция активирует открытие ионных каналов, что приводит к перемещению ионов Na+, K+, Ca2+ или Cl- через мембрану, создавая градуированные потенциалы. В отличие от потенциалов действия, градуированные потенциалы остаются в области, где произошла стимуляция, и каждый синапс будет либо возбуждающим, либо тормозным.

## Возбуждающие постсинаптические потенциалы (ВПСП)
Градуированные потенциалы, которые делают мембранный потенциал менее отрицательным или более положительным, тем самым повышая вероятность возникновения потенциала действия в постсинаптической клетке, называются возбуждающими постсинаптическими потенциалами (ВПСП). Деполяризующие локальные потенциалы суммируются, и если напряжение достигает порогового потенциала, в этой клетке возникает потенциал действия.
ВПСП вызываются притоком Na + или Ca 2+ из внеклеточного пространства в нейрон или мышечную клетку. Когда пресинаптический нейрон имеет потенциал действия, Ca 2+ поступает в терминал аксона через потенциалзависимые кальциевые каналы и вызывает экзоцитоз синаптических пузырьков, вызывая высвобождение нейромедиатора. Медиатор диффундирует через синаптическую щель и активирует лиганд-зависимые ионные каналы, которые опосредуют EPSP. Амплитуда EPSP прямо пропорциональна количеству высвободившихся синаптических пузырьков.

Если ВПСП недостаточно велик, чтобы вызвать потенциал действия, мембрана впоследствии реполяризуется до своего мембранного потенциала покоя. Это показывает временную и обратимую природу градуированных потенциалов.

## Тормозные постсинаптические потенциалы (ТПСП)
Градуированные потенциалы, которые делают мембранный потенциал более отрицательным и снижают вероятность возникновения потенциала действия у постсинаптической клетки, называются ингибирующими постсинаптическими потенциалами (ИПСП). Гиперполяризация мембран вызывается притоком Cl − или оттоком K + . Как и в случае ВПСП, амплитуда ИПСП прямо пропорциональна количеству высвободившихся синаптических везикул.

## Суммирование
Мембранный потенциал покоя обычно составляет около −70 мВ. Типичный нейрон имеет пороговый потенциал в диапазоне от −40 мВ до −55 мВ. Временная суммация происходит, когда градуированные потенциалы внутри постсинаптической клетки возникают так быстро, что они накладываются друг на друга до того, как предыдущие затухают. Пространственная суммация происходит, когда постсинаптические потенциалы от соседних синапсов на клетке возникают одновременно и складываются. Потенциал действия возникает, когда суммированные EPSP, за вычетом суммированных IPSP, в области мембраны достигают порогового потенциала клетки.